# Alt Comissariat de l'Amaziguitat
L'Alt Comissariat de l'Amaziguitat, HCA (amazic: ⴰⵙⵇⴰⵎⵓ ⵓⵏⵏⵉⴴ ⵏ ⵜⵉⵎⵓⵣⵖⴰ, Asqamu unnig n timmuzɣa; francès: Haut commissariat à l'amazighité) és un institut acadèmic de l'Estat algerià encarregat de l'estudi i de la promoció de les llengües amazigues d'Algèria. Fou creada per decret presidencial de 27 de maig de 1995 sota el mandat del president Liamine Zeroual. Va ser el primer institut oficial al Magrib consagrat a la cultura i la llengua amazigues. Depèn directament del president de la República des de la seva creació en 1995.
El HCA, per abreujar, va ser creat com a resultat del boicot escolar (any en blanc) observat pels nens de la Cabília. Té la seu a Alger.

## Presidents
- 27 de maig de 1995 – 30 d'octubre de 2004: Mohand Idir Aït Amrane.[1]
- 30 d'octubre de 2004 – 2016: Youcef Merrahi.
- Des de 2016: El Hachemi Assad.

## Missió
Les seves missions són variades i van des de l'estudi del component central de la societat algeriana: la identitat amaziga, a la promoció de l'ensenyament de l'amazic a les escoles. També és editor de llibres sobre la cultura amaziga en general.

## Realitzacions
L'HCA ha assolit diverses fites per a les llengües i cultures amazigues d'Algèria, incloses:
- la integració de l'amazic en el sistema d'ensenyament primari, mitjà i secundari a diverses regions d'Algèria.[4]
- La formació de centenars de professors universitaris.
- El llançament de telenotícies en amazic en els canals de televisió pública.
- La creació d'un canal de televisió amazigòfon públic : Chaîne 4.
- L'ús de l'amazic al parlament algerià.
- L'oficialització de l'amazic a Algèria.
- La creació d'una llicenciatura en llengües amazigues.[5]

## Comparació
Comparació entre l'Alt Comissariat de l'Amaziguitat i l'organisme anàleg del Marroc: l'Institut Reial de la Cultura Amazic (IRECAM):
|                          | Haut-commissariat à l'amazighité                                        | Institut royal de la culture amazighe           |
| Data de creació          | 1995.                                                                   | 2001.                                           |
| Circumstàncies de creció | Arran d'un decret persidencial (precedit de manifestacions).            | Arran d'un decret reial (dahir).                |
| Relació amb l'Estat      | Lligat a la presidència de la república.                                | Independent administrativament i financerament. |
| Realitzacions            | Oficialització de l'amazic en 2016.                                     | Oficialització de l'amazic en 2011.             |
| Realitzacions            | Integració al sistema educatiu i creació d'una llicenciatura en amazic. | Integració al cicle primari i secundari.        |
| Realitzacions            | Integració als mitjans.                                                 | Adopció de l'alfabet tifinagh.                  |